# Thailändische Fußballnationalmannschaft (U-20-Frauen)
Die thailändische Fußballnationalmannschaft der U-20-Frauen (ฟุตบอลหญิงทีมชาติไทย) repräsentiert Thailand im internationalen Frauenfußball. Die Nationalmannschaft ist der Football Association of Thailand unterstellt und wird seit Januar 2021 von Miyo Okamoto trainiert, die zugleich auch die thailändische A-Nationalmannschaft der Frauen leitet. Der Spitzname der Mannschaft ist ช้างศึก (Die Kriegs-Elefanten).
Die Mannschaft tritt bei der U-20-Asienmeisterschaft, der U-19-Südostasienmeisterschaft und der U-20-Weltmeisterschaft für Thailand an. Den größten Erfolg feierte die Mannschaft mit dem 4. Platz bei der Asienmeisterschaft 2004 und der Teilnahme an der U-20-Weltmeisterschaft 2004 im eigenen Land, wo die thailändische U-20-Auswahl jedoch bereits nach der Vorrunde punkt- und torlos als Gruppenletzter ausschied. Sie ist damit der einzige WM-Teilnehmer in dieser Altersklasse, dem kein eigener Treffer gelungen ist.
Im Jahr 2004 vertrat die U-20-Auswahl Thailand außerdem bei der ersten Austragung der Südostasienmeisterschaft, schied dort aber ebenfalls nach der Vorrunde aus. Seither nimmt die A-Nationalmannschaft für Thailand am Wettbewerb teil und die U-20-Nationalmannschaft an der neu gegründeten U-19-Südostasienmeisterschaft, die das Team 2014 gewinnen konnte.

## Turnierbilanz

### Weltmeisterschaften
| Jahr     | Gastgeber       | Platzierung        |
| -------- | --------------- | ------------------ |
| 2002     | Kanada          | nicht qualifiziert |
| 2004     | Thailand        | Gruppenphase       |
| 2006     | Russland        | nicht qualifiziert |
| 2008     | Chile           | nicht qualifiziert |
| 2010     | Deutschland     | nicht qualifiziert |
| 2012     | Japan           | nicht qualifiziert |
| 2014     | Kanada          | nicht qualifiziert |
| 2016     | Papua-Neuguinea | nicht qualifiziert |
| 2018     | Frankreich      | nicht qualifiziert |
| 1 2020 1 | Costa Rica 1    | – 1                |
| 2022     | Costa Rica      | nicht qualifiziert |

### Asienmeisterschaften
| Jahr     | Gastgeber           | Platzierung        |
| -------- | ------------------- | ------------------ |
| 2002     | Indien              | Gruppenphase       |
| 2004     | Volksrepublik China | Halbfinale         |
| 2006     | Malaysia            | nicht qualifiziert |
| 2007     | Volksrepublik China | Gruppenphase       |
| 2009     | Volksrepublik China | Viertelfinale      |
| 2011     | Vietnam             | nicht qualifiziert |
| 2013     | Volksrepublik China | nicht qualifiziert |
| 2015     | Volksrepublik China | Gruppenphase       |
| 2017     | Volksrepublik China | Gruppenphase       |
| 2019     | Thailand            | Gruppenphase       |
| 2 2022 2 | Usbekistan 2        | – 2                |
| 2024     | Usbekistan          | nicht qualifiziert |
| 2026     | Thailand            | qualifiziert       |

### Südostasienmeisterschaften
| Jahr | Gastgeber | Platzierung        |
| ---- | --------- | ------------------ |
| 2014 | Thailand  | Südostasienmeister |
| 2022 | Indien    | 3. Platz           |

## Höchste Siege
|    | Datum             | Ort          | Gegner        | Ergebnis | Anlass                                    |
| -- | ----------------- | ------------ | ------------- | -------- | ----------------------------------------- |
| 01 | 26. Oktober 2018  | Chonburi     | Pakistan      | 18:0     | Qualifikation zur Asienmeisterschaft 2019 |
| 02 | 18. August 2014   | Bangkok      | Osttimor      | 17:0     | U-19-Südostasienmeisterschaft 2014        |
| 02 | 7. November 2006  | Kuala Lumpur | Singapur      | 17:0     | Qualifikation zur Asienmeisterschaft 2007 |
| 04 | 24. August 2014   | Bangkok      | Singapur      | 14:0     | U-19-Südostasienmeisterschaft 2014        |
| 05 | 5. Oktober 2004   | Vietnam      | Malediven (A) | 12:0     | Südostasienmeisterschaft 2004             |
| 06 | 22. Dezember 2016 | Yangon       | Palästina     | 9:0      | Qualifikation zur Asienmeisterschaft 2017 |
| 06 | 28. Oktober 2010  | Kuala Lumpur | Iran          | 9:0      | Qualifikation zur Asienmeisterschaft 2011 |
| 06 | 31. Oktober 2008  | Kuala Lumpur | Indien        | 9:0      | Qualifikation zur Asienmeisterschaft 2009 |
| 09 | 19. Februar 2025  | Canberra     | Salomonen (A) | 8:0      | PacificAus Sports Four Nations Tournament |
| 09 | 22. Februar 2025  | Canberra     | Vanuatu (A)   | 8:0      | PacificAus Sports Four Nations Tournament |
| 11 | 20. Dezember 2016 | Yangon       | Kirgisistan   | 7:0      | Qualifikation zur Asienmeisterschaft 2017 |
| 11 | 2. November 2008  | Kuala Lumpur | Iran          | 7:0      | Qualifikation zur Asienmeisterschaft 2009 |
| 13 | 23. August 2015   | Nanjing      | Iran          | 7:1      | Asienmeisterschaft 2015                   |